# Ка Перето (Ровиго)
Ка Перето је насеље у Италији у округу Ровиго, региону Венето.
Према процени из 2011. у насељу је живело 42 становника. Насеље се налази на надморској висини од 4 м.